# 中田エミリー
中田 エミリー（なかた エミリー、1979年11月21日 - ）は、セント・フォース所属のフリーアナウンサー、元新潟総合テレビ(NST)のアナウンサー。
アメリカ人の父と韓国人の母を持つハーフ。アメリカ国籍の持ち主であるが、幼少期のほとんどを新潟県新潟市で過ごした。新潟県立国際情報高等学校、白百合女子大学文学部発達心理学科卒業。身長167cm。

## 人物・エピソード
かつては地方局のアナウンサーでありながら『めざましテレビ』でNSTリポーターを務めていたこともあり、全国区での知名度は意外と高い。
- 新潟からの中継においては、フジテレビアナウンサーの伊藤利尋と強烈キャラコンビを組んでいた（どちらもボケとツッコミができる）。なお、このコンビは『めざまし』地方中継ロケの名物の1つだった[独自研究?]。
- 伊藤曰く、顔が大きい。2006年、体操キャラバンで新潟を訪れた皆藤愛子と共演した際、皆藤より前に立っていたところを「エミリー、顔大きいね」、「遠近法が愛ちゃんと逆だよ」等と、スタジオの伊藤にいじられた。しかしその皆藤曰く、「エミリーは太陽のような人」。
- 入社2年目の2004年7月25日、『27時間テレビ全国一斉期末テスト』に参加し、NST代表としてフジテレビに出張。357点で17位、一般（FNS各局代表の30名中）では下位となったが、全体（プロ含め34名）ではギリギリ上位入りを果たした。
- アナウンサーになったきっかけは、高校2年生の時に1996年アトランタオリンピックを現地で観戦した際、世界中から集まったリポーターやアナウンサーたちがその興奮や感動を各地に発信している姿を見たとき、「これがやりたい!」と思い、また身震いするようなスポーツの感動をどのようにして、どんな言葉で伝えているのだろうと思ったため。
- 朝からたこ焼きを食べていてタコ焼きみたいな顔のため、「たこ焼きお化け」というあだ名がついた。
- 自宅ではジェミニンという名のオス犬を飼っている。
- 同じフリーアナウンサーである木竜亜希子とは、彼女が中田と同じNSTのアナウンサーをしていた時に親友になり、木竜本人が同局を退社してからもその後も親密な関係は続き、木竜がテレビ信州に移籍してから1年後に中田と再会した時は、その模様を木竜がテレビ信州の「あきこ日和」（2007年6月26日・恋のバカンス）に掲載し、木竜が2008年7月21日に結婚した時は、今度は反対に中田がNSTホームページの「アナウンサー日記」の同年7月29日付で彼女に対してお祝いのメッセージを書いた。
- 祖父は在日韓国人である。
- 2010年3月31日を以ってNSTを退職。以降はフリーとして活動している。後述のとおり、フリーになってからも主に新潟県でアナウンサー活動をしている。
- お笑い芸人の横澤夏子がフジテレビ『超ハマる!爆笑キャラパレード』(『ネタパレ』の前身)で演じる「田中エミリー」のモデルといわれている[誰によって?]（9月10日放送分で明らかに[要説明]）。
- 2019年11月23日放送の『スマイルスタジアムNST』での出演を最後に産休に入り、2020年1月10日、第1子男児を出産。翌日放送の同番組内にて、「3708gの元気な男の子を産んできました!」とメッセージを寄せた。

## 現在の出演番組
- 情報ライブ ミヤネ屋（読売テレビ） - リポーター（2014年1月31日 - 現在は[いつ?]担当していない）
- スマイルスタジアムNST（新潟総合テレビ、2010年4月 - ）
- 中田エミリーのとりあえず生で!（BSNラジオ、2016年4月 - 2019年9月 ）

## 過去の出演番組

### 全国番組
- めざましテレビ（フジテレビ）中継コーナー
  - アミーゴ伊藤のはらぺこウマイレージ - 火曜担当、隔週出演。伊藤利尋と共演。
  - 家族でつなげ！めざマシーン - 火曜担当、隔週出演。倉田大誠と共演。
  - くらたびごはん - 火曜担当、隔週出演。倉田と共演。
  - サンキューにっぽん - 水曜・木曜・金曜担当。
  - めざまし体操キャラバン（2006年）
- ノンストップ!（フジテレビ） - 「いいものプレミアム」プレゼンター（2011年4月11日 - 降板時期不明）
  - 2012年3月までは『知りたがり!』内で放送
- 林家三平のおきらく旅(BSJapanext)[1][2][3]

### ローカル番組
- NSTスーパーニュース（2010年3月まで）
- スマイルスタジアムNST（2008年3月まで出演。その後、2010年4月に復帰）
- めざましテレビ公認 わがまま!気まま!旅気分「ふれあい・ぬくもり佐渡紀行」
NST制作。BSフジで2006年11月18日放送。廣川明美と共演。
- 小島慶子 キラ☆キラ（TBSラジオ、2011年10月7日 - 2012年3月30日） - 「キラ☆キラ ぎゅぎゅっと新潟」コーナー担当
初回は中田ではなく泉田裕彦新潟県知事（当時）が出演した。
小島慶子の病気欠席の際、小島の代理としてメインパーソナリティを務めたことがある。このときの司会ぶりが『爆笑問題の日曜サンデー』のTBSラジオ珍プレー好プレー大賞にノミネートされた。

### インターネット番組
- お台場Lip's（2002年 - 2003年）